# Universidad Nacional Mayor de San Marcos
L'Universidad Nacional Mayor de San Marcos o UNMSM (in italiano Università Nazionale Maggiore di San Marco), fondata con decreto dell'imperatore Carlo V il 12 maggio 1551 con il nome di Real y Pontificia Universidad de la Ciudad de los Reyes de Lima, è la più grande università del Perù e la più antica università delle Americhe. Ha sede a Lima e il suo campus principale, costruito verso la fine degli anni cinquanta, è situato nella zona centrale della città.

## Galleria d'immagini

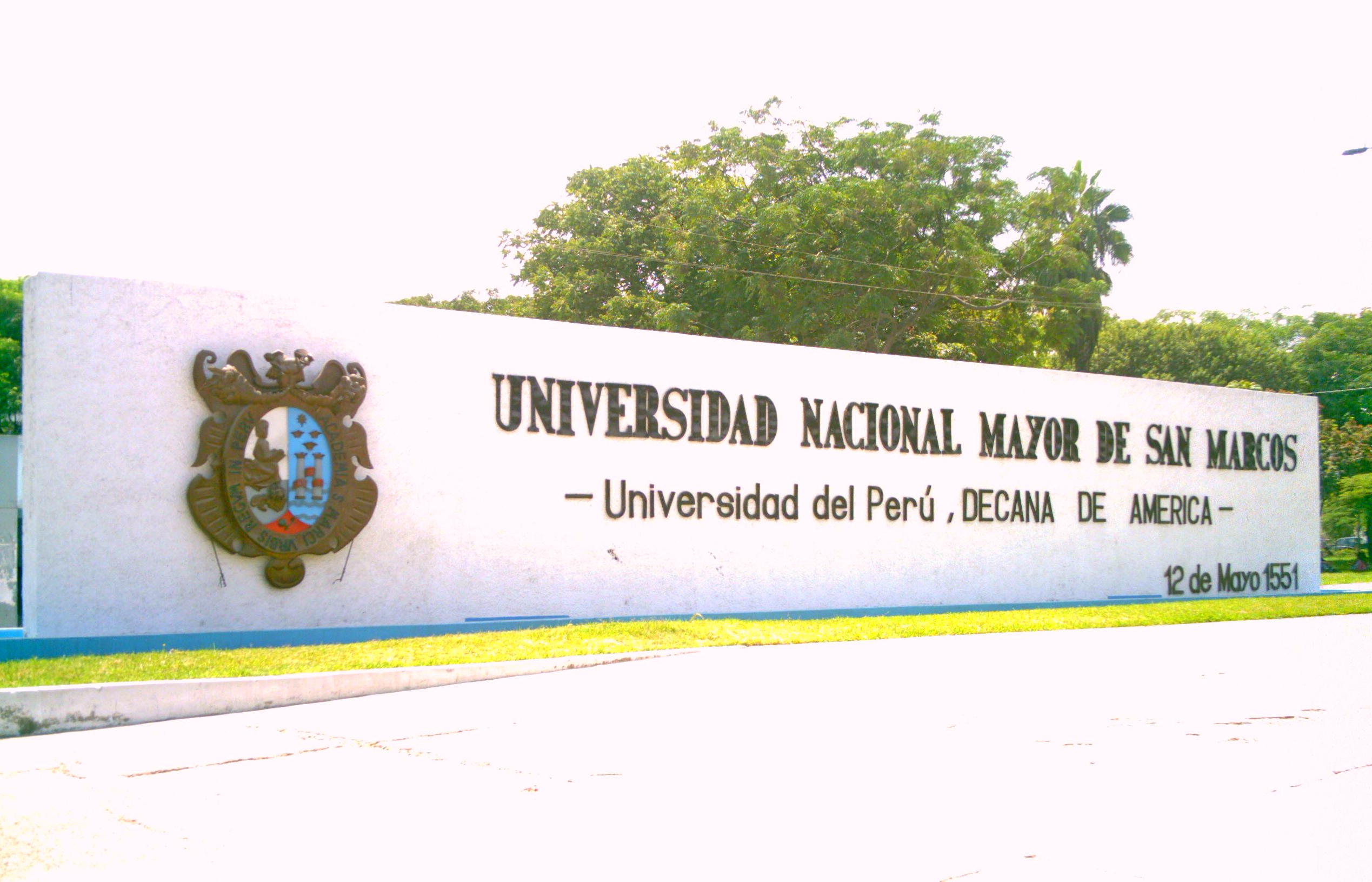
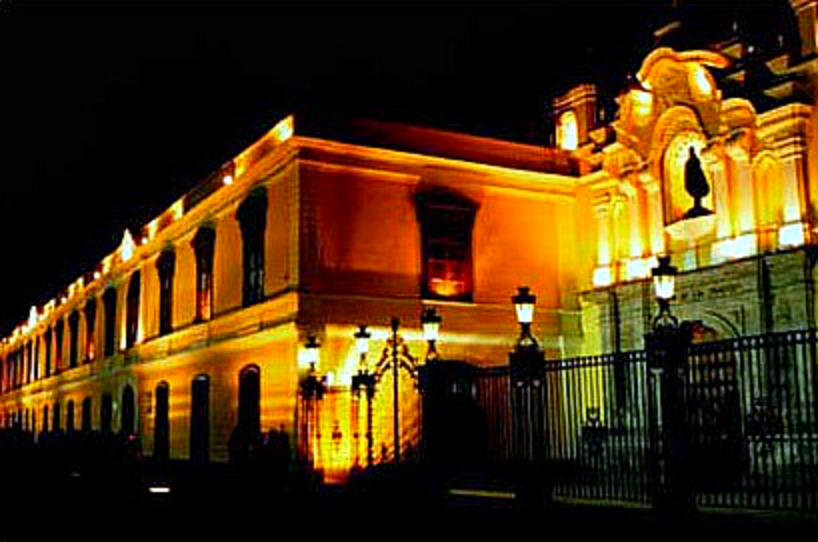

## Storia
L'Università Nazionale Maior di San Marcos, fondata con decreto dell'imperatore Carlo V il 12 maggio 1551 con il nome di Real y Pontificia Universidad de la Ciudad de los Reyes de Lima, è la più antica università delle Americhe e la più grande del Perù.

## Facoltà
- Amministrazione e Contabilità
- Scienze Sociali
- Comunicazioni
- Lettere e Scienze Umane
- Diritto e Giurisprudenza
- Scienze Economia
- Istruzione
- Scienze e Ingegneria
- Filosofia e Lettere
- Psicologia
- Chimica
- Medicina
- Medicina Veterinaria e Zoologia
- Odontoiatria